# 서울 누하동 이상범 가옥과 화실
서울 누하동 이상범 가옥과 화실은 화가 이상범이 거주하면서 작업하던 가옥과 화실이다. 대한민국 등록문화재 제171호이다. 1930년대 지어진 도시형 한옥이다.

## 갤러리

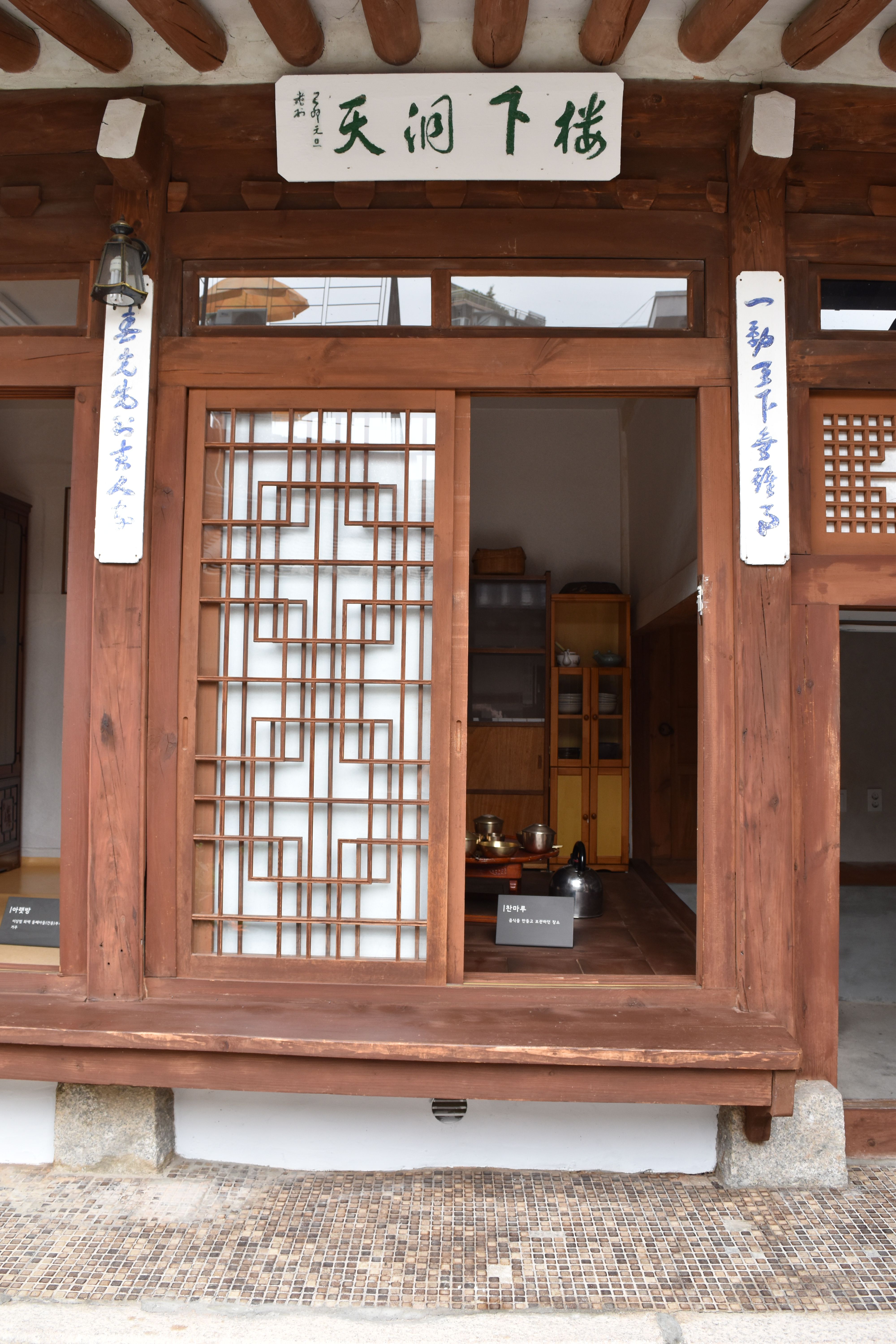
가옥 측면 일부
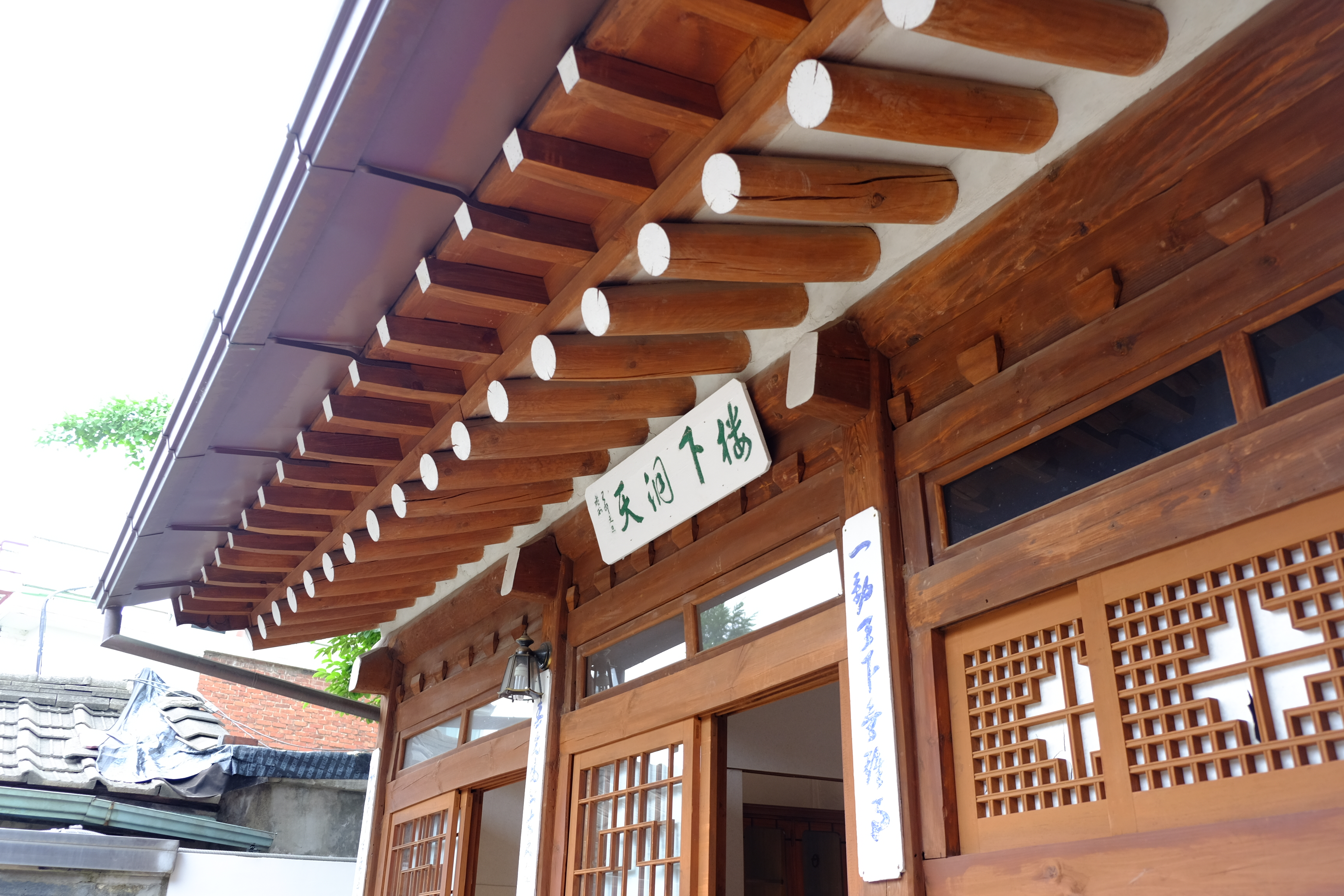
가옥 측면 일부
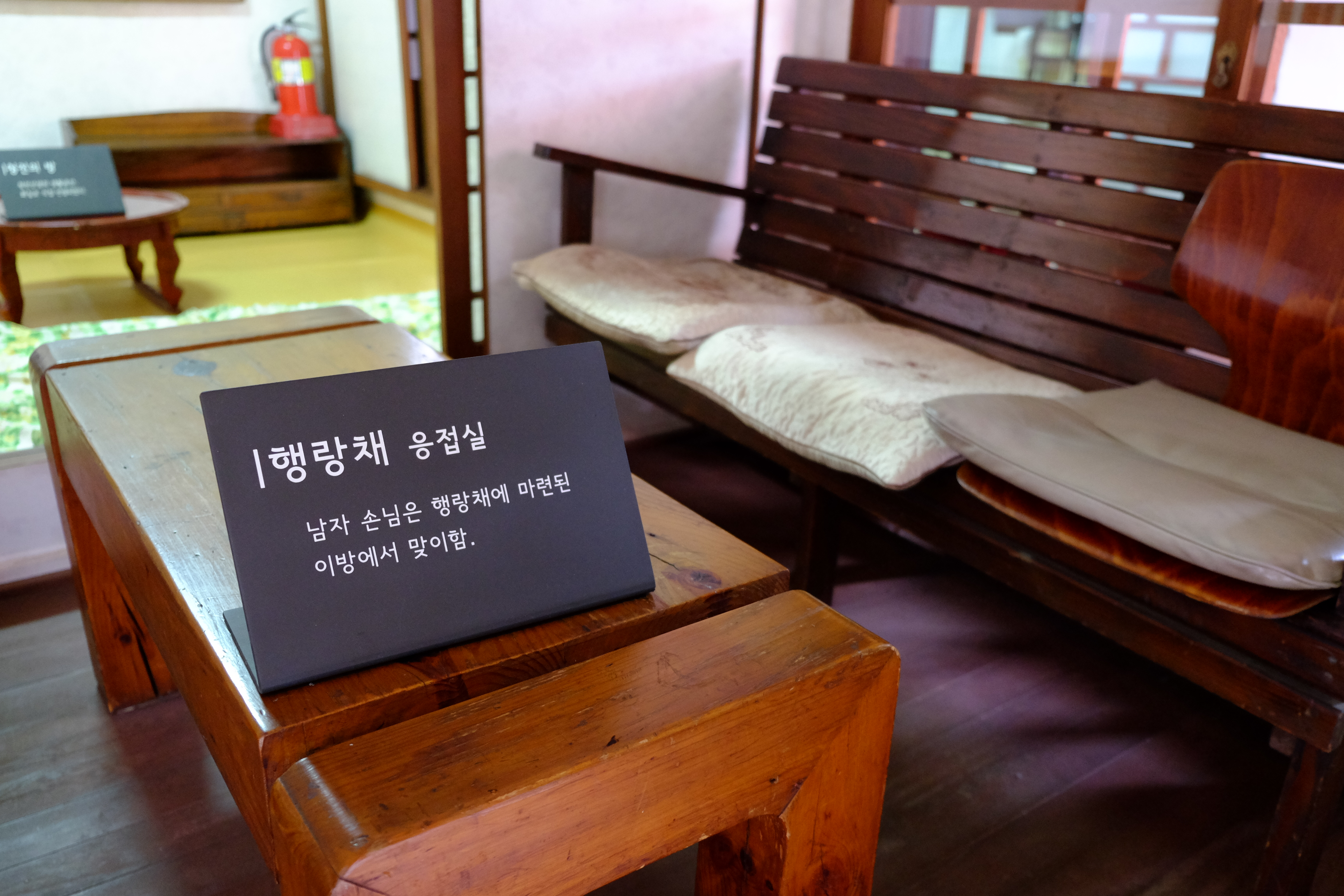
응접실
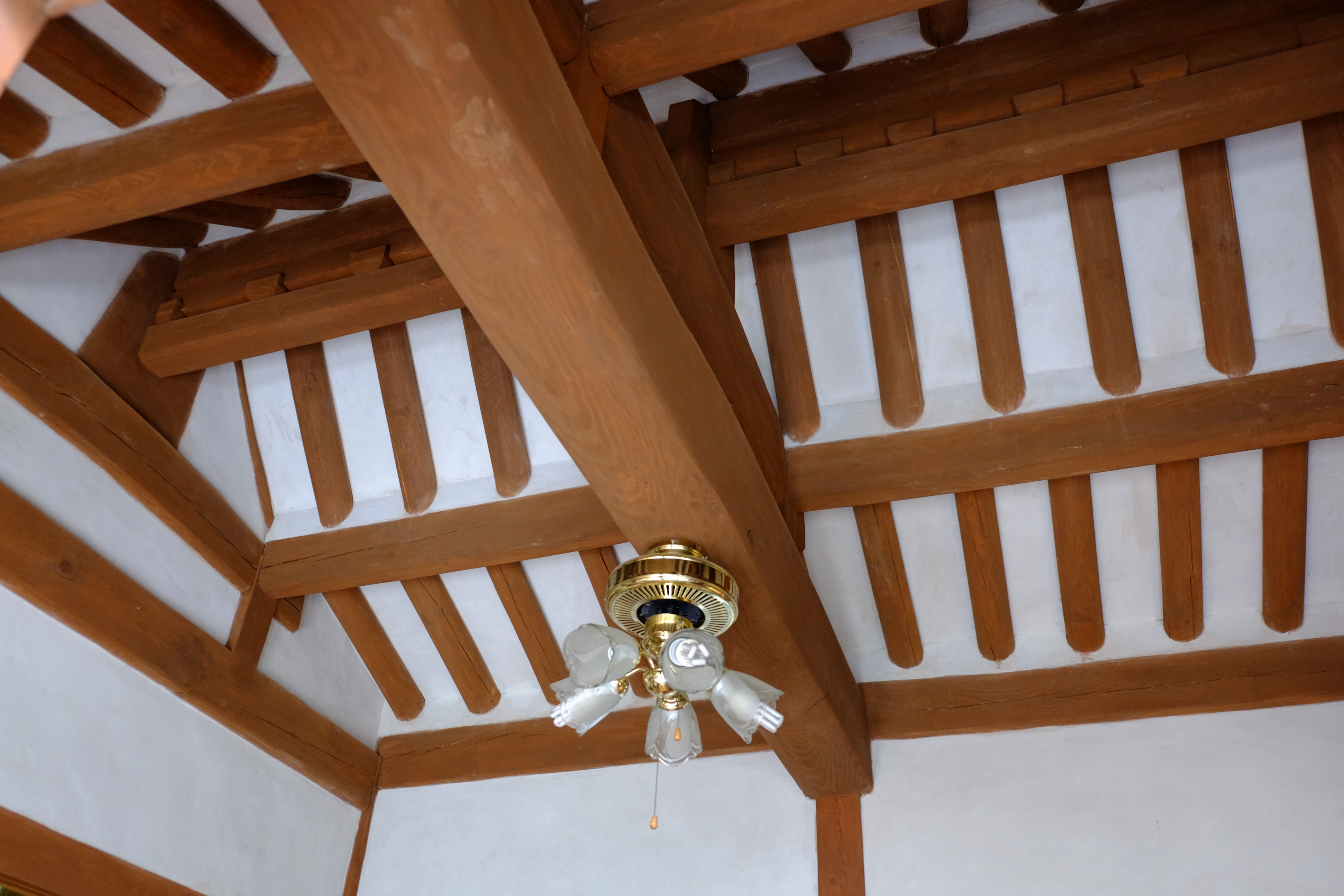
마루 천장
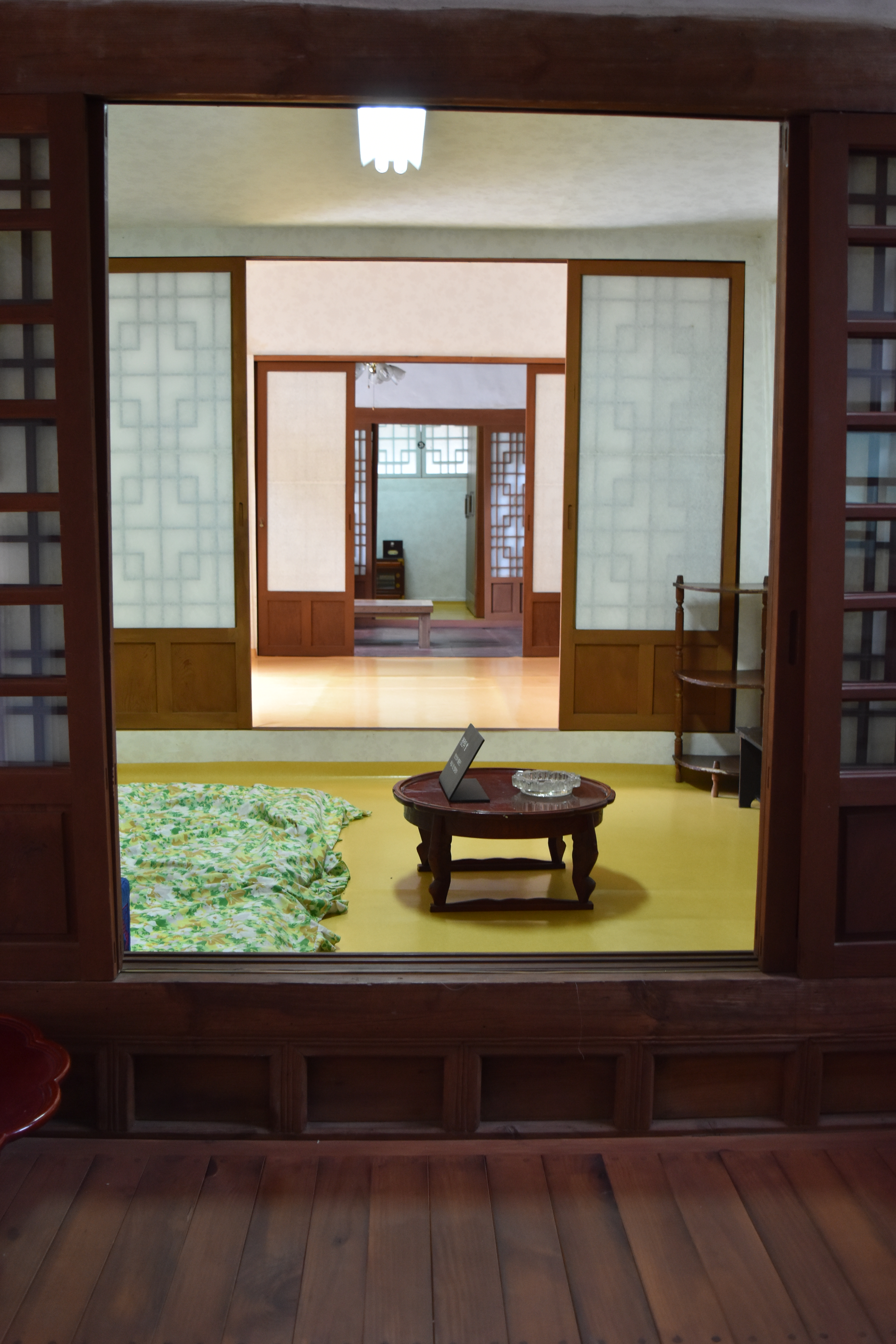
안방
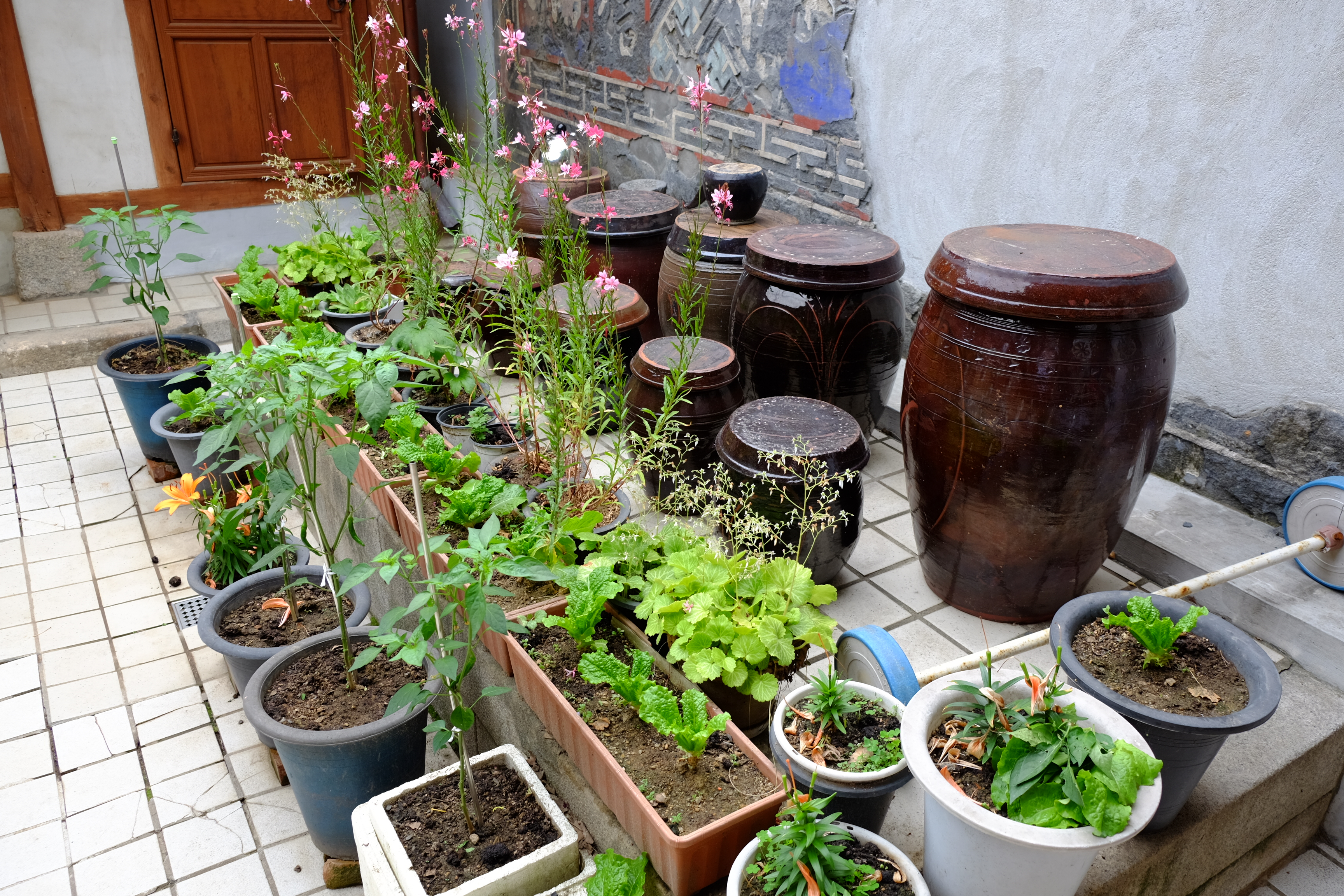
화단
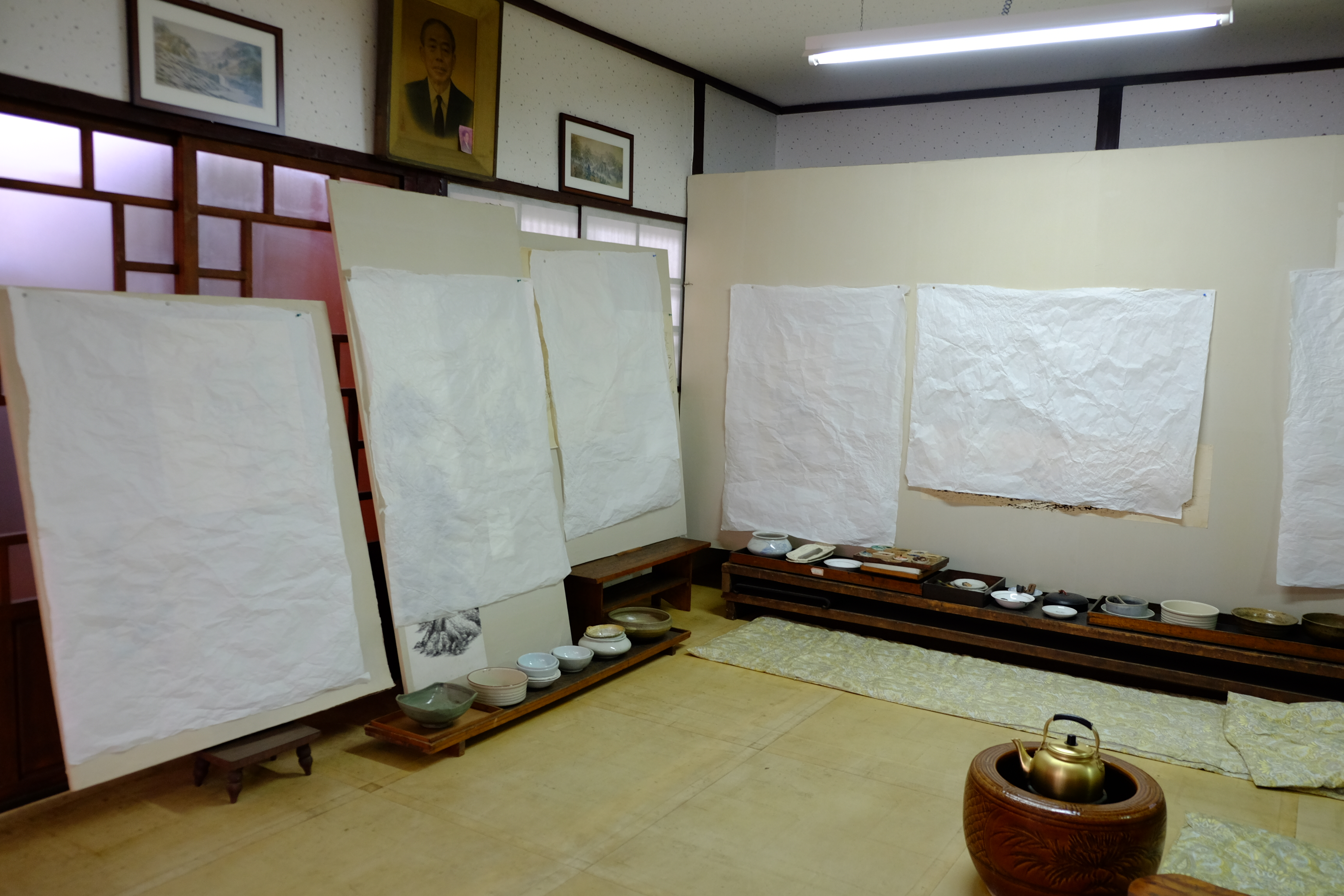
화실
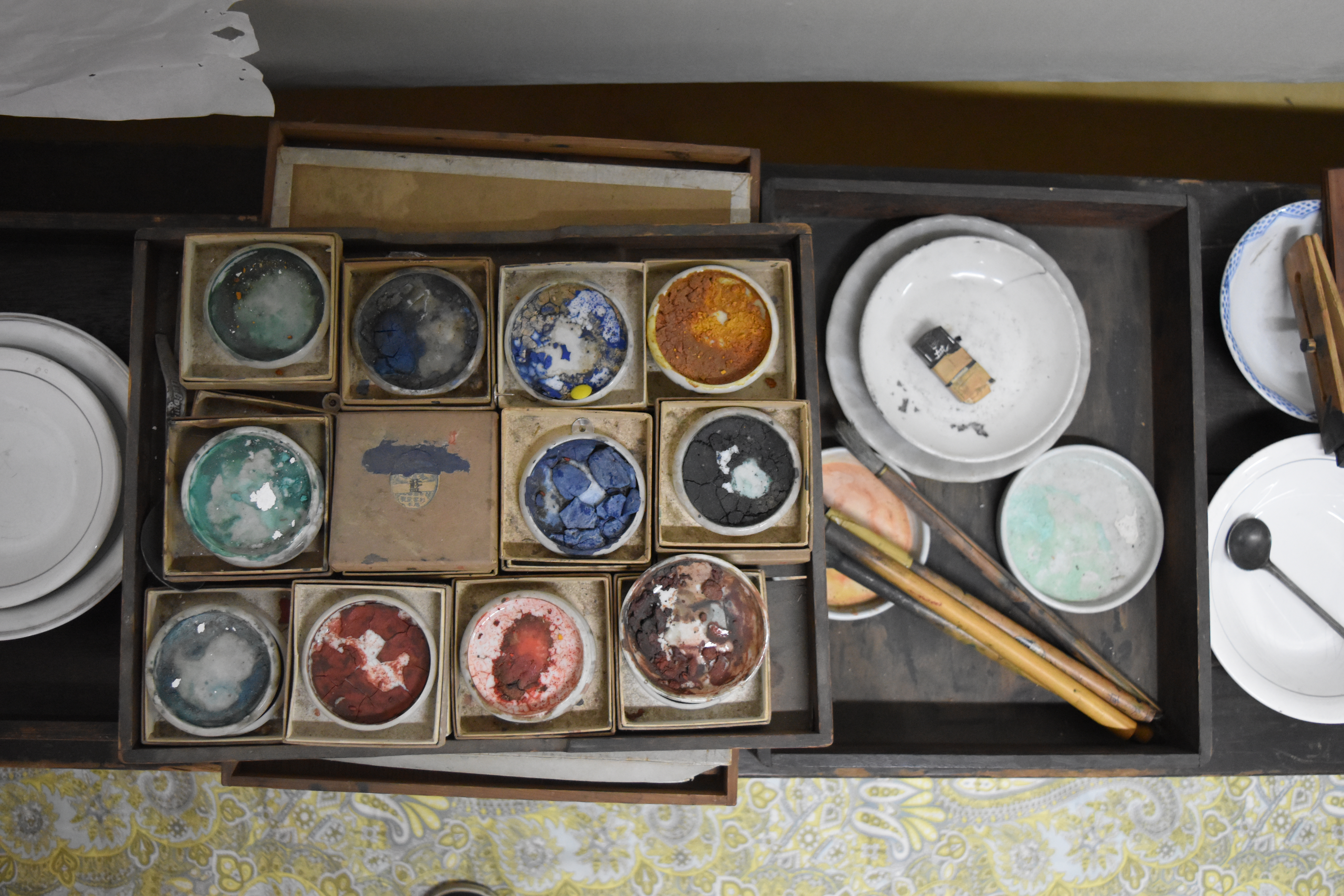
화구와 물감